# 山下公園
山下公園（やましたこうえん）は、神奈川県横浜市中区山下町にある公園（風致公園）。横浜港に面して約750メートルにわたり、約100メートルの幅で設けられている。面積は7.4ha。関東大震災（1923年（大正12年））で発生した瓦礫の捨て場を埋め立てて、1930年（昭和5年）に開園した。

## 概要
関東大震災の復興事業として、横浜市助役だった楢岡徹らが、市内の瓦礫などを使って海を埋め立て造成することを発案。1930年（昭和5年）3月15日に開園した。当時の六大都市のうち、横浜市は人口当たりの公園面積が最小であり、震災前からの公園計画が応用された。
開園当時は現在の沈床花壇部分が泊地になっており、その名残が氷川丸の横にある小さな橋に見られる。
開園後40年にわたり、公園前面の海面を埋め立て埠頭とする計画が提出されるも、これは実現せず、のちに東の隣接地に山下埠頭が造成された。なお現在、同海面地下にはトンネル構造の臨港幹線道路が計画されている。

## 歴史
- 1863年頃：フランス波止場完成（現：山下公園中央部）。
- 1923年
  - 9月20日：震災後の市の復興試案の中で海岸遊歩道として立案される。
  - 10月10日：震災の折に発生した瓦礫の集積場として指定される。
  - 10月14日：横浜都市計画案の中で、海岸遊歩道構想が海岸公園として計画される。
  - 11月15日：公園計画が政府案に組み込まれる際に、その名称が山下公園に確定する。
- 1925年6月：着工。
- 1930年
  - 2月28日：完成。
  - 3月15日：開園。
- 1935年3月26日〜5月24日：公園内にて関東大震災からの復興を記念した復興記念横浜大博覧会が開催される。
- 1938年7月15日：1940年3月15日〜8月31日開催の紀元2600年記念日本万国博覧会の横浜会場となっていたが、日中戦争の長期化に伴い時局に配慮して開催の延期を決定。実質的に開催中止となった。
- 1945年：第二次世界大戦における日本の降伏に伴い、進駐してきたアメリカ軍により接収される。
- 1954年：アメリカ軍から返還され、再整備開始。
- 1959年：アメリカ軍による接収の全面解除。
- 1961年
  - 再整備終了。岸壁に氷川丸が係留。
  - 公園内を通る臨港鉄道（山下臨港線・高架の貨物線）着工。
- 1965年：臨港鉄道線開通。
- 1971年10月：リカルテ将軍記念碑建立。
- 1983年：園内で横浜浮浪者襲撃殺人事件発生。
- 1986年
  - 臨港鉄道線廃止。
  - 第一回神奈川新聞花火大会開催（1994年開催まで、山下公園前面で花火を打ち上げ）[6]。
- 1988年：横浜博覧会に際して東側一帯が再整備され、駐車場や世界の広場などができる。
- 1989年
  - 臨港鉄道線の線路跡を流用した横浜博覧会臨港線にて、横浜博覧会の開催期間に限定して旅客輸送（気動車の運行による）を行い、おまつり広場前には山下公園駅が設置された（会場側の日本丸駅と往復）。
  - 8月2日：公園沖合いの花火大会（神奈川新聞花火大会）で、花火の暴発事故が発生。花火師2人が死亡。
- 2000年6月：臨港鉄道線跡の公園内高架部分の撤去。
- 2002年3月2日：山下臨港線跡が「山下臨港線プロムナード」として整備され、新港地区から当公園まで遊歩道によって直結された。
- 2005年9月28日〜12月18日：横浜トリエンナーレ2005が隣接する山下埠頭で開催、一部のオブジェクトが公園内にも設置される（2008年にコンテナオブジェクトは撤去）。
- 2007年2月：登録記念物に登録。
- 2009年
  - 4月28日〜9月27日：横浜港開港150周年記念事業「開国博Y150」を開催。
  - 8月22日〜23日：同事業の一つとして世界トライアスロンシリーズ横浜大会を初開催[7]。
- 2013年8月：横浜みなと博物館が地下6メートルまでボーリング調査を行い、地下1.8メートルから約2.7メートルの厚さで煉瓦やガラス片、陶器の欠片などが埋められていることを確認[2]。
- 2016年4月：バラ園を再整備し、「未来のバラ園」としてリニューアル[3]。
- 2017年3月25日〜6月4日：第33回全国都市緑化よこはまフェア（愛称：ガーデンネックレス横浜2017）が開催され、当公園も「未来のバラ園」や「ガーデンベア立体花壇」[注 1]などを目玉にみなとガーデン会場の一つとなった[9]。
- 2023年4月14日：西端のレストハウスが整備され、「THE WHARF HOUSE（ザ・ワーフハウス）山下公園」としてオープン[10][11]。

## 交通
- みなとみらい線日本大通り駅または元町・中華街駅から徒歩5分程度
- JR根岸線石川町駅・関内駅ともに徒歩10〜15分程度
- 横浜市営バス・京浜急行バス
- ポートサービス運営の船着場があり、湾内クルーズ船やシーバスなどが発着している。

## 公園内施設
- 歌碑「かもめの水兵さん」
- 「赤い靴はいてた女の子」像
- インド水塔
- 日米ガールスカウト友好の像
- 水の守護神像：1960年（昭和35年）に姉妹都市のアメリカ合衆国サンディエゴ市から寄贈された[12]。
- リカルテ将軍記念碑
- アイスクリーム屋台
- 未来のバラ園：2016年の再整備により、約190種・2,650株のバラ園となった[3]。
- 西端のレストハウス（2001年設置）
  - 公衆トイレ（南側の一部）
  - THE WHARF HOUSE（ザ・ワーフハウス）山下公園：カフェ・レストラン・BBQ・ショップ・足湯・休憩スペースなど[10][11][13]。

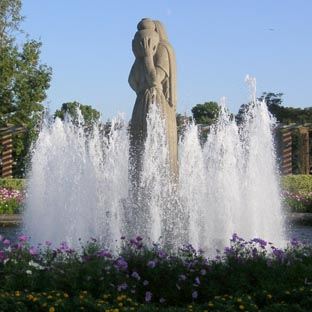
水の守護神像
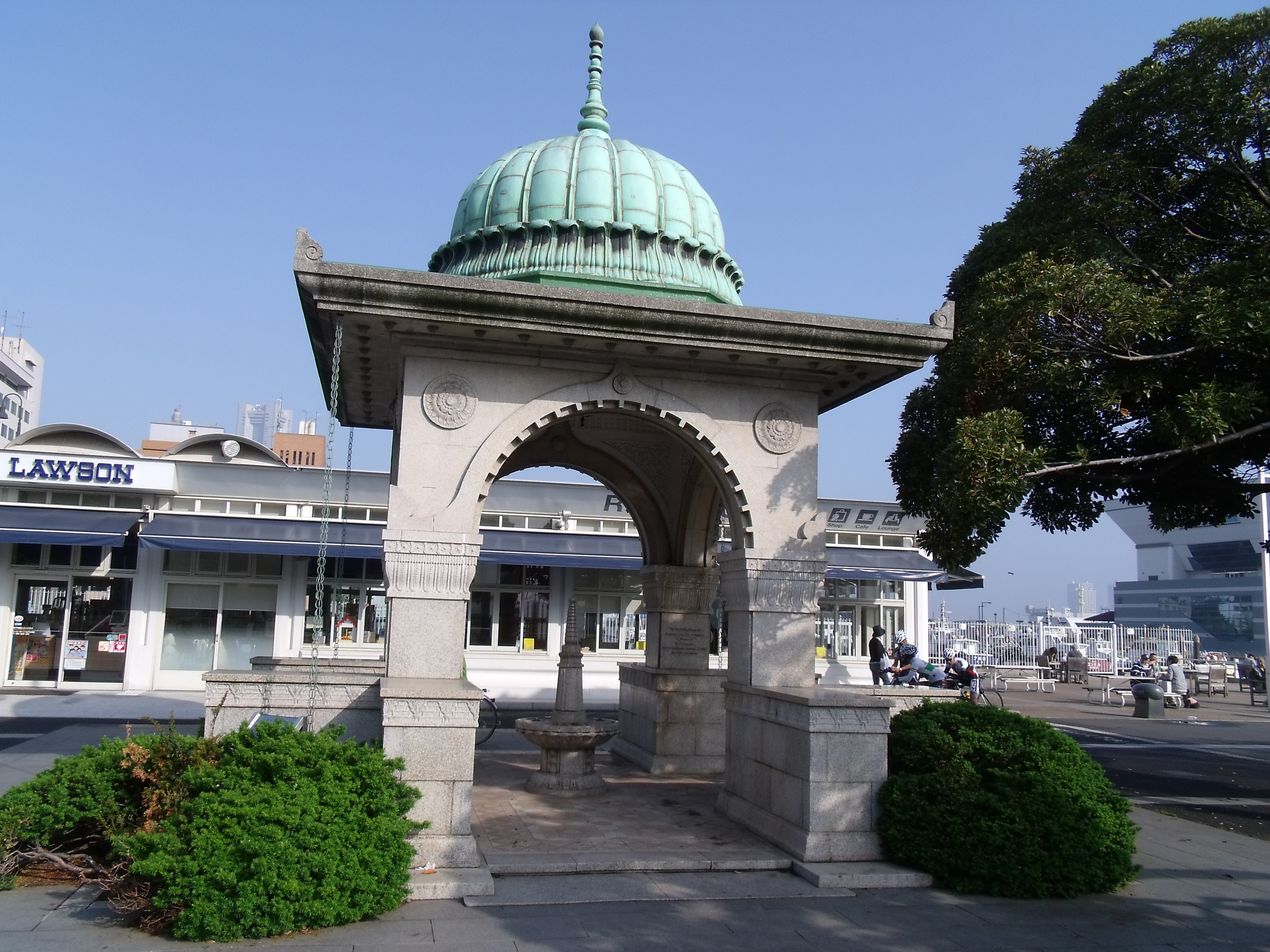
インド水塔
赤い靴はいてた女の子像

### レストハウスの再整備
2001年に設置された西端のレストハウスには、かつてカフェやキッズスペースなどが併設された新業態のコンビニ「ハッピーローソン」（2007年7月オープン）があったが、2020年9月末に閉店した。
閉店後の跡地利用として2021年度は月単位のイベント用に貸し出しており、また同年度にはサウンディング型市場調査および事業者の公募（周辺園地も含めて一体的に管理・運営〈事業期間：10年〜20年〉、飲食・カフェや雑貨・ギフト販売などを想定）も実施された。
上記公募の結果、無料休憩スペースやテイクアウト店舗などを設置する「山下公園再生プロジェクトグループ」（代表企業：ゼットン、構成企業：ファンケル、横浜エフエム放送、三菱地所、ケーエムシーコーポレーション、サカタのタネグリーンサービス、tvkコミュニケーションズ、ありあけ）による事業案が選定され、2022年度中に整備・供用開始する方針が示された。予定通り整備が行われ、2023年4月14日にカフェやレストラン、BBQ、足湯などが楽しめる施設「THE WHARF HOUSE（ザ・ワーフハウス）山下公園」としてオープンを迎えた。

## イベント
- 復興記念横浜大博覧会（1935年3月26日〜5月24日）
- 横浜国際花火大会（当公園沖合い、2008年まで開催）
- ガーデンネックレス横浜（2017年に全国都市緑化フェアとして開催、以降例年春に山下公園をはじめとする関内地区の公園などで開催している）
- 横浜開港記念みなと祭 国際仮装行列出発地点（5月3日）
- ベルギービールウィークエンド（5月中旬）
- 世界トライアスロンシリーズ横浜大会（5月中旬）
- 横浜セントラルタウンフェスティバル（5月下旬）
- 横浜スパークリングトワイライト（7月中旬）
- ワールドフェスタ・ヨコハマ（10月上旬）
- ディワリ・イン・ヨコハマ（10月中旬）
- スマートイルミネーション横浜（10月〜11月頃の数日間）

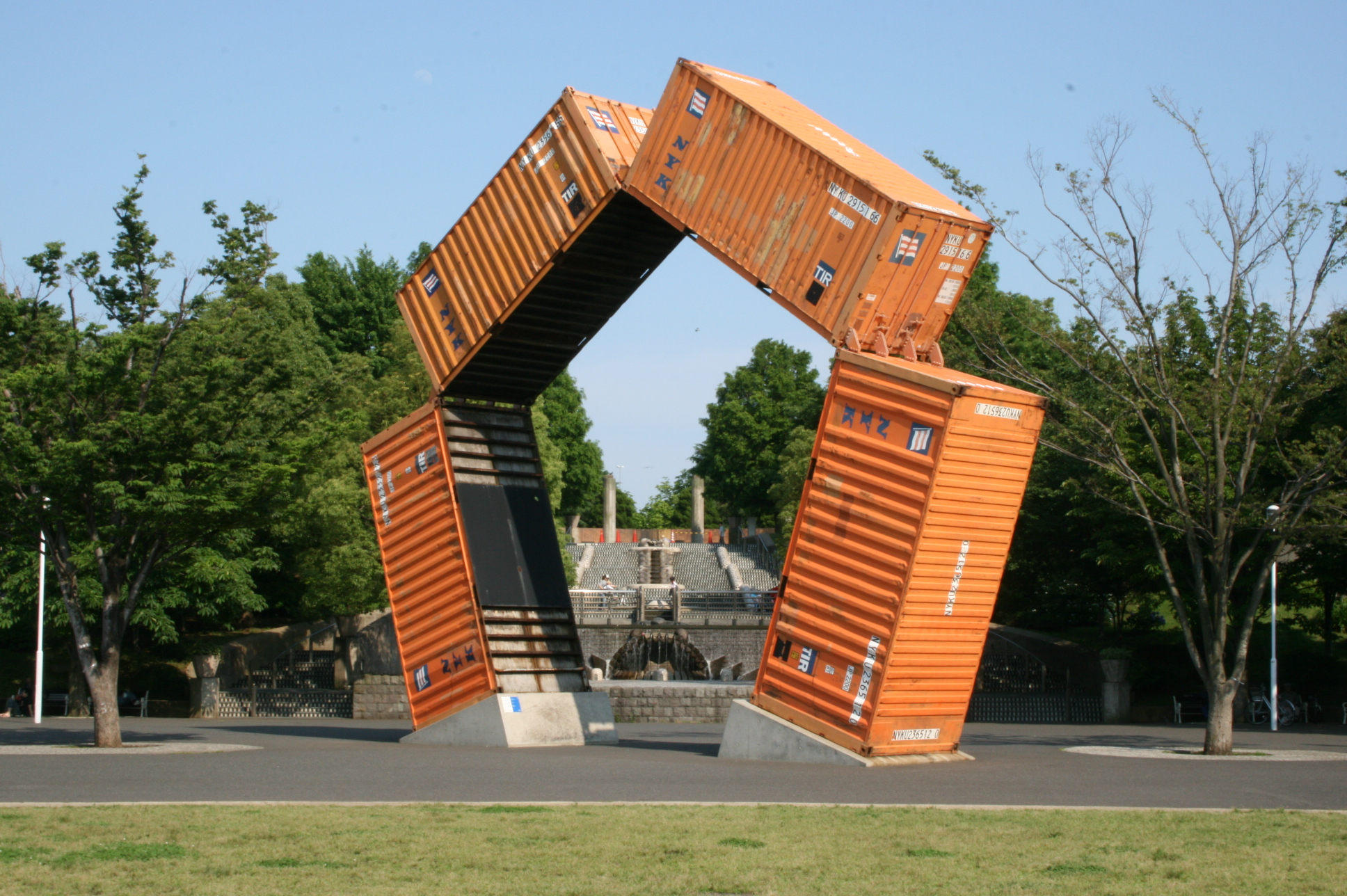
コンテナオブジェクト（横浜トリエンナーレ2005による展示、2008年に撤去済み）
ガーデンベア立体花壇（第33回全国都市緑化よこはまフェアにて）
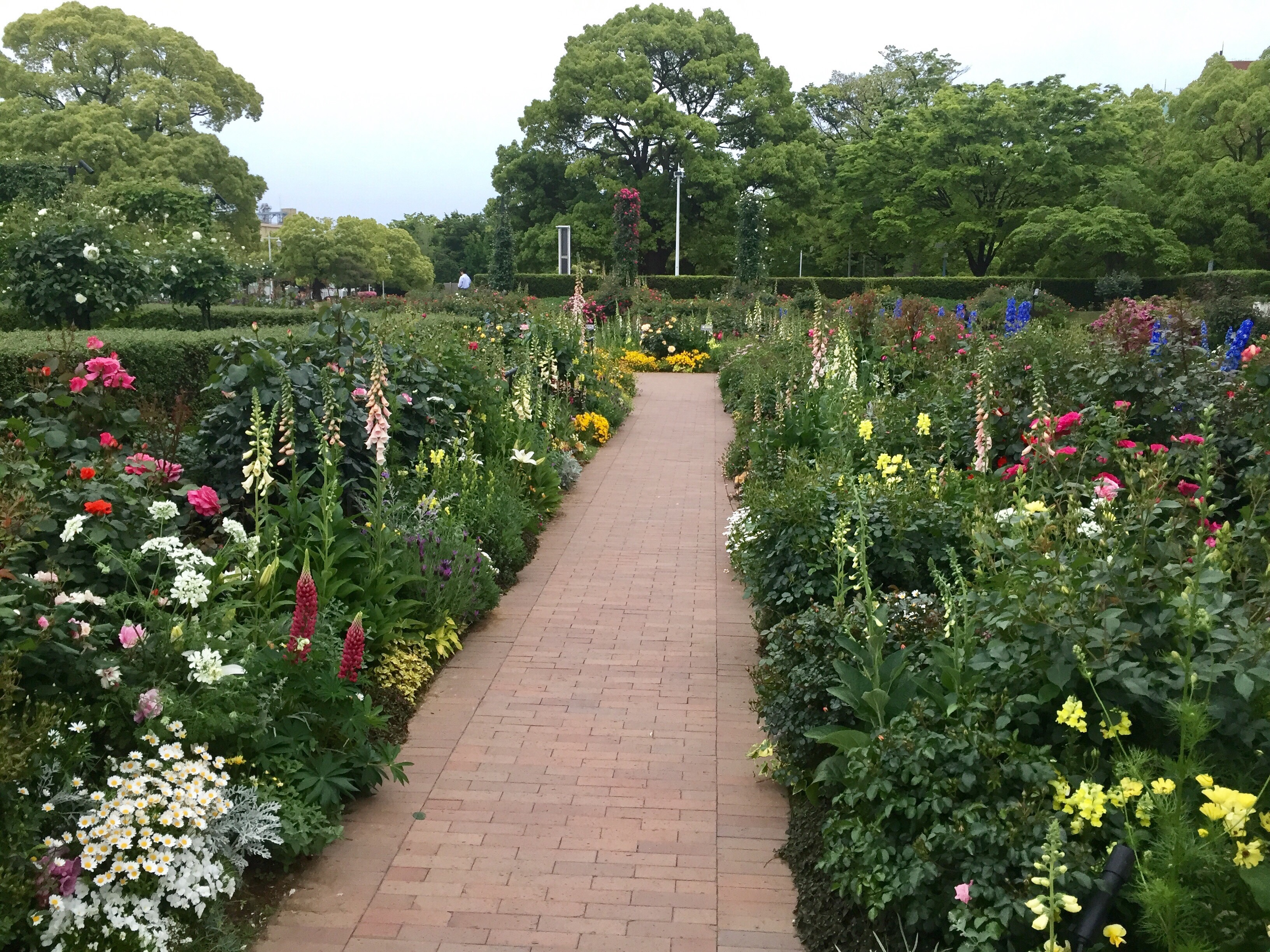
未来のバラ園（第33回全国都市緑化よこはまフェアにて）

## 撮影
ドラマ等のロケーション撮影で度々使われている。
- 『あぶない刑事』
- 『たったひとつの恋』
- 『あきまへんで!』

など

## 周辺施設・地域
- 氷川丸 - 公園の前に広がる海（岸壁）に係留されている。
- 横浜人形の家 - 山下公園駐車場の屋上にある歩道橋「ポーリン橋」からアクセスできる。
- 横浜マリンタワー - 道路を挟み公園に隣接している。
- 神奈川県民ホール
- 山下臨港線プロムナード
- 大さん橋
- 横浜開港資料館
- 山下公園通り
- 山下埠頭
- 新山下
- みなとみらい21
  - 象の鼻パーク
  - 横浜赤レンガ倉庫
- 横浜中華街
- 元町
- 山手